# Superkings
A Superkings egy cigaretta márka, mely az Imperial Tobacco védjegye. Az Egyesült Királyságban forgalmazzák, de számos más cigarettamárka is létezik hasonló névvel a világon.
Az elnevezés a cigaretta hosszából származik, a Superkings az első olyan termék volt az Egyesült Királyságban, amely hosszabb volt a megszokott „king size” (85 mm) méretnél. Valójában ezt az elnevezést azóta előszeretettel használják a hagyományos formájú, de a „king size” méretnél hosszabb cigarettákra.
A Superking cigaretták dobozát függőleges sávok tarkítják, arany vagy fekete színben, ezzel is utalva a szokásosnál hosszabb méretre. Az ízváltozatok között megtalálható a hagyományos, a light, az ultra-light és mentolos fajták.
Az Európai Unióban, így Magyarországon sem használható a „light”, „extra light”, „ultra light” stb. elnevezés, mivel ebből arra a tévhitre lehetne következtetni, hogy ezek a gyöngébb ízváltozatok kevésbé ártalmasak az egészségre, mint erősebb társaik.

## Külső hivatkozások
- Nemzeti Népegészségügyi Program – Segítség a leszokáshoz programja